# 周伯华
周伯華（1948年7月—），男性，湖南湘潭人，中华人民共和国政治人物。中共中央党校研究生，1968年9月參加工作，1970年12月加入中國共產黨。曾任湖南省省长、國家工商行政管理總局局長。

## 生平
1965年9月至1968年9月在湖南株洲粉末冶金學校稀冶專業學習。1968年9月至1968年12月留校待分配。1968年12月至1971年12月湖南省株洲硬質合金廠技術員、廠革委會辦公室秘書。1971年12月至1978年1月任湖南省株洲硬質合金廠車間副政治指導員、政治指導員。1978年1月至1981年6月任湖南省株洲焊接器材廠黨委副書記、書記。1981年6月至1982年1月任湖南省株洲市經濟委員會副主任（其間于1980年9月至1981年10月在湖南省委黨校學習）。1982年1月至1986年8月任湖南省委政策研究室副處級研究員(其間，1983年9月至1986年7月在中共中央黨校培訓班學習)。1986年8月至1990年6月任中共株洲市委常委、株洲市常務副市長。1990年6月至1993年1月任中共湖南省株洲市委副書記、副市長、市長。1993年1月1995年10月任湖南省人民政府副省長。1995年10月至2001年11月任中共湖南省委常委、湖南省副省長。2001年11月任湖南省委副書記、副省長。2003年3月至2006年9月任湖南省委副書記，湖南省代省長、省長。2006年10月任國家工商行政管理總局局長。
中共第十七屆中央委員。